# Farní sbor Českobratrské církve evangelické v Chomutově
Farní sbor Českobratrské církve evangelické v Chomutově je sborem Českobratrské církve evangelické v Chomutově. Spadá pod Ústecký seniorát.
Sbor administruje Marian Šusták a působí zde jáhen Filip Němeček. Kurátorkou sboru je Silvia Kröhanová.

## Faráři sboru
- Jaroslav Vetter (1961–1969)
- Jaroslav Vokoun Th.D. (1984–1986)
- Jaromír Strádal (1986–1989)
- Jiří Bureš (2003–2014)
- Filip Němeček (od 2015)